# الزع (أيير)
الزع هي إحدى مشيخات المملكة المغربية، تتبع جغرافيا لإقليم آسفي وإداريًا لأيير. يقدر عدد سكانها بـ 4717 نسمة حسب الإحصاء الرسمي للسكان والسكنى لسنة 2004.